# Kapjesorchis
De kapjesorchis (Neottianthe cucullata) is een vaste plant uit de orchideeënfamilie (Orchidaceae). De wetenschappelijke naam van deze soort werd gepubliceerd door de Duitse botanicus Rudolf Schlechter in 1919.

## Kenmerken
De plant groeit tot een hoogte van 10 à 30 cm lang. De bladeren van de soort zijn verspreidstaand en groen gekleurd, met een gave bladrand. Ze hebben een lengte van 3 à 6 cm en een breedte van 1 à 2,5 cm. De bladeren zijn over het algemeen ovaal, maar de bovenste bladeren zijn smaller en lancetvormig. De bloemen zijn roze en worden 7 à 8 mm lang. Bloeit in juni en juli, soms ook augustus.

## Verspreiding
De kapjesorchis heeft een zeer groot verspreidingsgebied en komt voor vanaf enkele locatie in het oosten van Podlachië (Wigry en Białowieża), het noorden van Oekraïne en de Baltische Staten, oostwaarts tot aan het Russische Verre Oosten (incl. Sachalin), alsmede het noorden van Mongolië, Mantsjoerije, het Koreaans Schiereiland en de Japanse eilanden Honshu, Hokkaido en Shikoku. Is daarnaast ook aanwezig in de Himalaya, in de landen India, Nepal, Bhutan en China.